# パエパランツス属
パエパランツス属（Paepalanthus）は中南米及びアフリカ熱帯部に480種が分布するホシクサ科の陸生～水生植物。

## 分布
アラバマ州、ベリーズ、ボリビア、ブラジル北部、ブラジル北東部、ブラジル南部、ブラジル南東部、ブラジル西中部、チリ中部、コロンビア、コンゴ、コスタリカ、キューバ、ドミニカ共和国、エクアドル、フロリダ、フランス領ギニア、ガボン、グルジア、ギニア、ギニアビサウ、ガイアナ、ハイチ。ホンジュラス、リベリア、ルイジアナ、マダガスカル、メキシコ湾、メキシコ南東部、ミシシッピ、ニカラグア、ノースカロライナ、パナマ、パラグアイ、ペルー、セネガル、シエラレオネ、サウスカロライナ、スリナム、タンザニア、テネシー、テキサス、トリニダード・トバゴ、ベニスエラ、バージニア、ザンビア、ザイール

## 多様性
パエパランツス属は非常に形態的に多様であり、水生のものから陸生で乾燥地に生育するものまで存在する。
また、トニナ属をはじめとして多くの属を本属に移すという説もある。
パエパランツス ブロメリオイデス Paepalanthus bromelioidesはホシクサ科唯一の食虫植物として知られる。
中南米およびアフリカに生息する属であるが、日本からもオクトネホシクサが知られている。

## 利用
Paepalanthus tortilisは園芸植物として取引されている。